# Веряжа (Новгородская область)
Веряжа — деревня в Шимском районе Новгородской области в составе Шимского городского поселения.

## География
Находится в западной части Новгородской области на расстоянии приблизительно 16 км на восток-юго-восток по прямой от районного центра поселка Шимск к югу от озера Ильмень.

## История
На карте 1847 года уже была обозначена как поселение с 106 дворами. В 1909 году здесь (деревня Старорусского уезда Новгородской губернии) было учтено 368 дворов

## Население
Численность населения: 858 человека (1909 год), 129 (русские 98 %) в 2002 году, 142 в 2010.